# Cladotanytarsus lewisi
Cladotanytarsus lewisi är en tvåvingeart som först beskrevs av Freeman 1950.  Cladotanytarsus lewisi ingår i släktet Cladotanytarsus och familjen fjädermyggor. Inga underarter finns listade i Catalogue of Life.